# Sultão bin Abdul Aziz Al Saud
Sultan bin Abdul Aziz Al Saud (em árabe: صاحب السمو الملكي الأمير سلطان بن عبدالعزيز آل سعود‎) (Riyadh, 5 de janeiro de 1931 — Nova Iorque, 22 de outubro de 2011) foi príncipe herdeiro e primeiro ministro da Arábia Saudita.
O Sultão era o 18º dos 36 filhos oficiais do fundador do país, o rei Ibn Saud. Morreu em 21 de outubro de 2011, em consequência de um cancro do cólon, em um hospital de Nova Iorque.

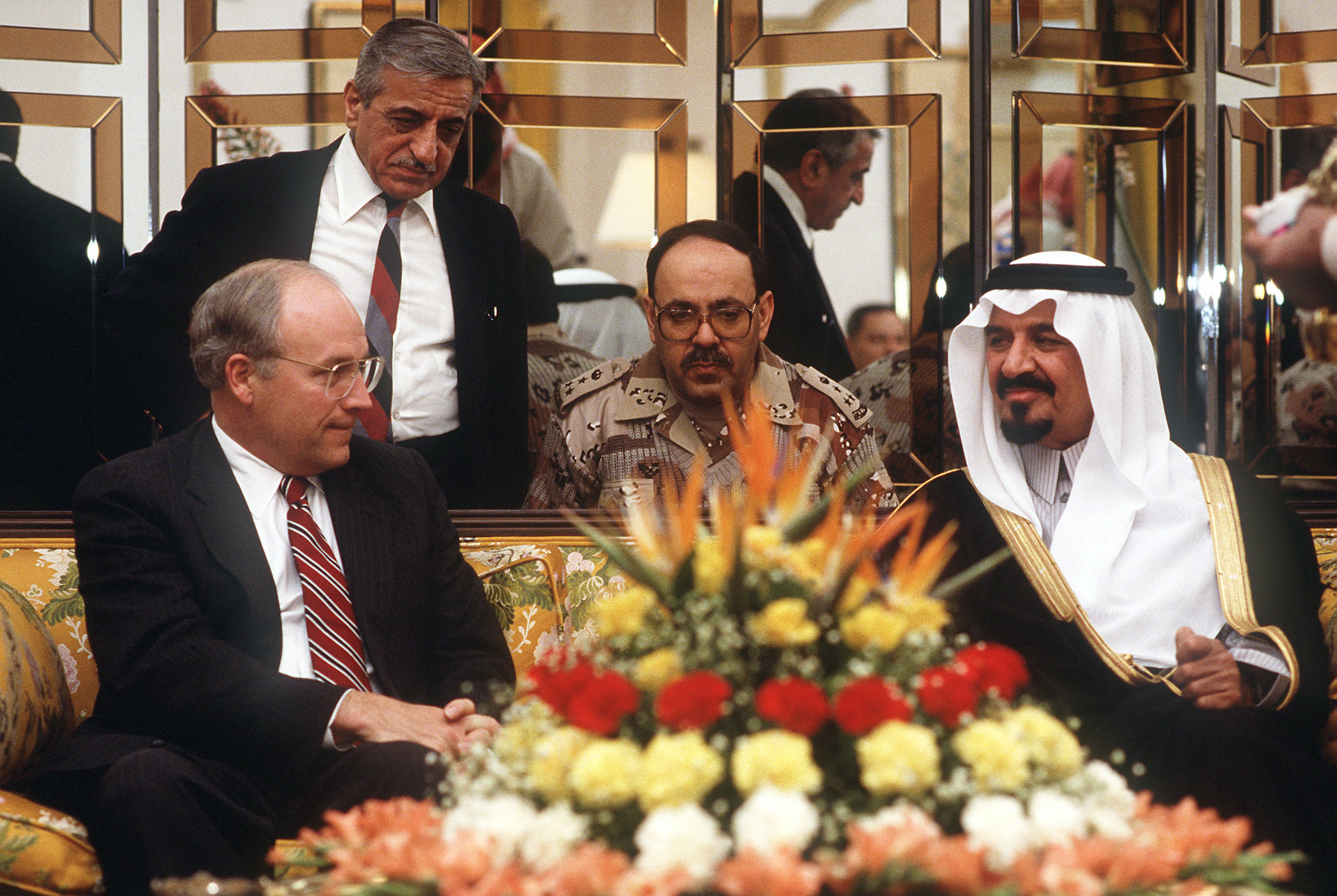
Encontro de Richard Cheney com o sultão

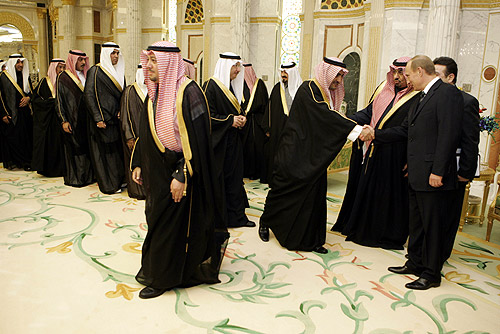
Vladimir Putin em visita oficial ao príncipe herdeiro, em 2007